# Campeonato Mundial de Esquí Alpino de 2023
El XLVII Campeonato Mundial de Esquí Alpino se celebró en las localidades alpinas de Courchevel y Méribel (Francia) entre el 6 y el 19 de febrero de 2023 bajo la organización de la Federación Internacional de Esquí (FIS) y la Federación Francesa de Esquí.
Los esquiadores de Rusia y Bielorrusia fueron excluidos de este campeonato debido a la invasión rusa de Ucrania.

## Calendario
| M | Masculino | F | Femenino | EQ | Mixto |

| Febrero de 2023          | 06 Lun | 07 Mar | 08 Mié | 09 Jue | 10 Vie | 11 Sáb | 12 Dom | 13 Lun | 14 Mar | 15 Mié | 15 Mié | 16 Jue | 17 Vie | 18 Sáb | 19 Dom |
| ------------------------ | ------ | ------ | ------ | ------ | ------ | ------ | ------ | ------ | ------ | ------ | ------ | ------ | ------ | ------ | ------ |
| Descenso                 |        |        |        |        |        | F      | M      |        |        |        |        |        |        |        |        |
| Eslalon                  |        |        |        |        |        |        |        |        |        |        |        |        |        | F      | M      |
| Eslalon gigante          |        |        |        |        |        |        |        |        |        |        |        | F      | M      |        |        |
| Eslalon gigante paralelo |        |        |        |        |        |        |        |        |        | F      | M      |        |        |        |        |
| Supergigante             |        |        | F      | M      |        |        |        |        |        |        |        |        |        |        |        |
| Combinada                | F      | M      |        |        |        |        |        |        |        |        |        |        |        |        |        |
| Equipo mixto             |        |        |        |        |        |        |        |        | EQ     |        |        |        |        |        |        |

## Resultados

### Masculino
| Evento                           | Oro                                      | Plata                                       | Bronce                               |
| -------------------------------- | ---------------------------------------- | ------------------------------------------- | ------------------------------------ |
| Descenso (12.02)                 | Marco Odermatt · Suiza · 1:47,05         | Aleksander Aamodt Kilde · Noruega · 1:47,53 | Cameron Alexander · Canadá · 1:47,94 |
| Eslalon (19.02)                  | Henrik Kristoffersen · Noruega · 1:39,50 | Alexandros Ginnis · Grecia · 1:39,70        | Alex Vinatzer · Italia · 1:39,88     |
| Eslalon gigante (17.02)          | Marco Odermatt · Suiza · 2:34,08         | Loïc Meillard · Suiza · 2:34,40             | Marco Schwarz · Austria · 2:34,48    |
| Eslalon gigante paralelo (15.02) | Alexander Schmid · Alemania              | Dominik Raschner · Austria                  | Timon Haugan · Noruega               |
| Supergigante (09.02)             | James Crawford · Canadá · 1:07,22        | Aleksander Aamodt Kilde · Noruega · 1:07,23 | Alexis Pinturault Francia 1:07,28    |
| Combinada (07.02)                | Alexis Pinturault Francia 1:53,31        | Marco Schwarz · Austria · 1:53,41           | Raphael Haaser · Austria · 1:53,75   |

### Femenino
| Evento                           | Oro                                     | Plata                                   | Bronce                                                             |
| -------------------------------- | --------------------------------------- | --------------------------------------- | ------------------------------------------------------------------ |
| Descenso (11.02)                 | Jasmine Flury · Suiza · 1:28,03         | Nina Ortlieb · Austria · 1:28,07        | Corinne Suter · Suiza · 1:28,15                                    |
| Eslalon (18.02)                  | Laurence St-Germain · Canadá · 1:43,15  | Mikaela Shiffrin Estados Unidos 1:43,72 | Lena Dürr · Alemania · 1:43,84                                     |
| Eslalon gigante (16.02)          | Mikaela Shiffrin Estados Unidos 2:07,13 | Federica Brignone · Italia · 2:07,25    | Ragnhild Mowinckel · Noruega · 2:07,35                             |
| Eslalon gigante paralelo (15.02) | Maria Therese Tviberg · Noruega         | Wendy Holdener · Suiza                  | Thea Louise Stjernesund · Noruega                                  |
| Supergigante (08.02)             | Marta Bassino · Italia · 1:28,06        | Mikaela Shiffrin Estados Unidos 1:28,17 | Cornelia Hütter · Austria · Kajsa Vickhoff Lie · Noruega · 1:28,39 |
| Combinada (06.02)                | Federica Brignone · Italia · 1:57,47    | Wendy Holdener · Suiza · 1:59,09        | Ricarda Haaser · Austria · 1:59,73                                 |

### Mixto
| Evento         | Oro                                                                                               | Plata | Bronce                                                                 |
| -------------- | ------------------------------------------------------------------------------------------------- | --- | ---------------------------------------------------------------------- |
| Equipo (14.02) | Estados Unidos Paula Moltzan Nina O'Brien Tommy Ford River Radamus Katie Hensien R Luke Winters R | Noruega · Kristin Lysdahl · Thea Louise Stjernesund · Alexander Steen Olsen · Timon Haugan · Maria Therese Tviberg R · Leif Nestvold-Haugen R | Canadá · Valérie Grenier · Britt Richardson · Jeffrey Read · Erik Read |

## Medallero
| Núm. | País           | Oro | Plata | Bronce | Total |
| ---- | -------------- | --- | ----- | ------ | ----- |
| 1    | Suiza          | 3   | 3     | 1      | 7     |
| 2    | Noruega        | 2   | 3     | 4      | 9     |
| 3    | Estados Unidos | 2   | 2     | 0      | 4     |
| 4    | Italia         | 2   | 1     | 1      | 4     |
| 5    | Canadá         | 2   | 0     | 2      | 4     |
| 6    | Alemania       | 1   | 0     | 1      | 2     |
| 6    | Francia        | 1   | 0     | 1      | 2     |
| 8    | Austria        | 0   | 3     | 4      | 7     |
| 9    | Grecia         | 0   | 1     | 0      | 1     |
|      | TOTAL          | 13  | 13    | 14     | 40    |